# Freiburg im Breisgau
Freiburg im Breisgau (audioⓘ, prescurtat Freiburg i. Br., numit colocvial Freiburg) este un oraș din landul Baden-Württemberg, Germania, în regiunea Breisgau, la marginea vestică a părții de sud a munților Pădurea Neagră.
A nu se confunda cu regiunea administrativă germană Freiburg, și nici cu cantonul Freiburg cu capitala sa Fribourg (sau, în germană, Freiburg im Üechtland) din Elveția.

## Generalități
Orașul din regiunea cu același nume este capitala regiunii Südlicher Oberrhein și a districtului Breisgau-Hochschwarzwald de care este înconjurat aproape în totalitate. Orașele cu care se învecinează sunt Mulhouse, Basel, la circa 60 km în partea de sud și Zürich, ca circa 86 km în partea de sud-est, Strasbourg, la circa 85 km și Karlsruhe, la circa 140 km în partea de nord, precum și Stuttgart, la circa 200 km în partea de nord-est a Freiburgului.
Numărul de locuitori ai orașului Freiburg im Breisgau depășea la începutul anului 1930 cifra de 100.000, devenind astfel un oraș mare. Astăzi trăiesc în acest oraș aproximativ 225.000 de oameni, dintre care aproximativ 30.000 de studenți ai Universității Albert-Ludwigs, ai universităților tehnice, pedagogice, medicinei si multe alte. În fiecare an vizitează orașul mai mult de 3 milioane de oameni deoarece este un centru turistic fiind aproape de cel mai înalt vârf din Munții Pădurea Neagră, Feldberg.

## Populatie
În Evul Mediu și perioada modernă timpurie au trăit în Freiburg 5000-10000 de oameni. Freiburg a fost cel mai mare oraș între Basel și Strasbourg. Cu începutul industrializării în 1850 a fost accelerata creștere a populației. Dacă în anul 1800 erau 9.050 de locuitori, în 1900 au fost deja 62000.
În timpul al doilea război mondial orașul a fost ținta atacurilor aeriene aliate. Populația a scăzut de la 110110 în 1939 cu 18.9% la 89 275 în decembrie 1945. În 1947, populația a depășit de refugiaților și a persoanelor strămutate din teritoriile de est a Germaniei din nou limita de 100.000. Până în 1996 acest număr s-a dublat la 200.000.
Cu o vârstă medie de 40,3 de ani de locuitorii săi, Freiburg este un oraș cu o populație relativ tânără. Străinii reprezintă 14,1%.
Fundația Bertelsmann vede Freiburg, ca "centru economic prosper." Schimbările în ghidul ei demografice este o creștere a populației până în 2020 se estimează la 227 879 locuitori (2010: 224 751 locuitori, 2015: 227 974 locuitori).

## Geografie

### Climă

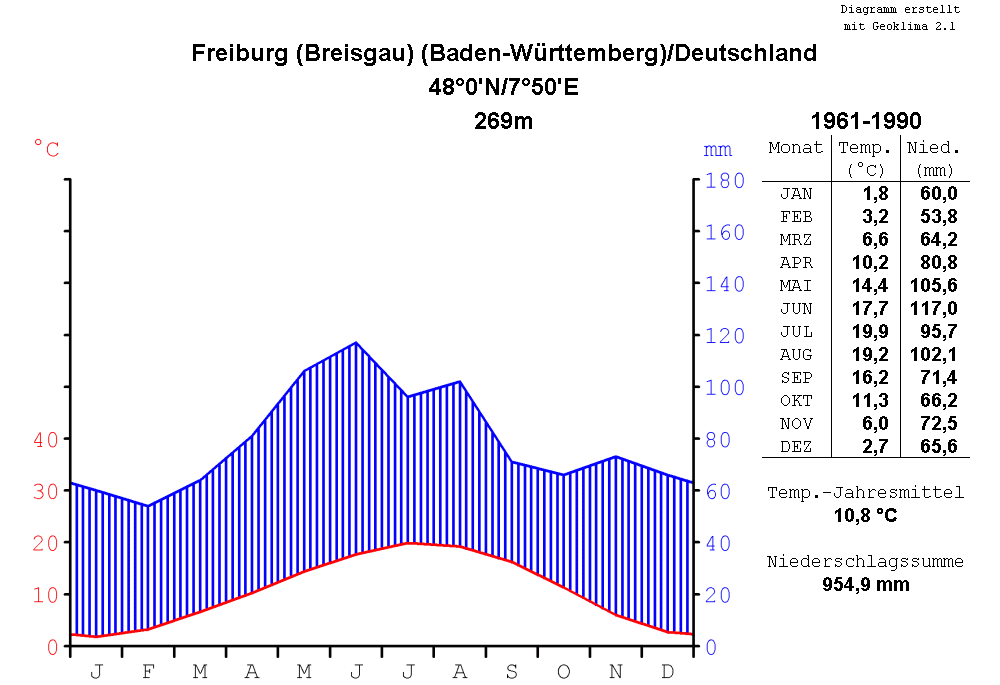
Graficul climei din Freiburg

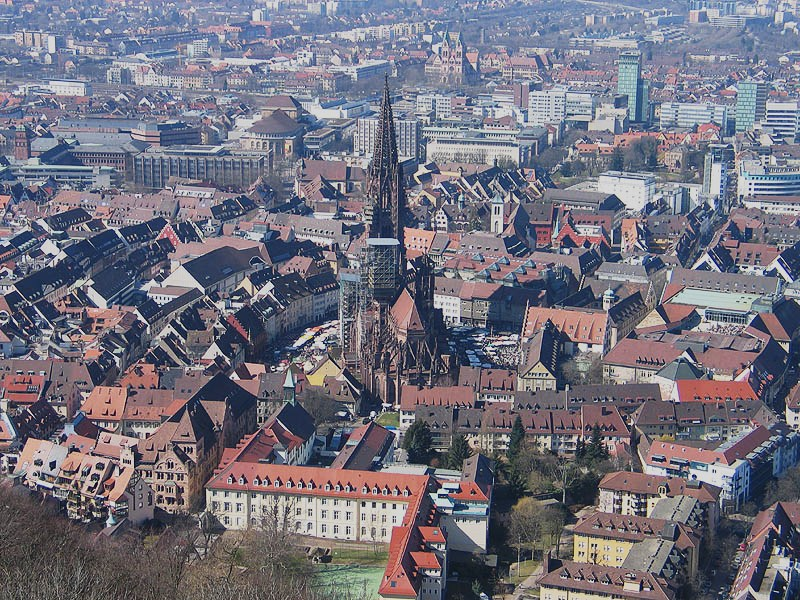
Freiburgul văzut de pe Schlossberg

Din punct de vedere climateric Freiburgul este considerat cel mai cald oraș din Germania.

### Comune învecinate
Sexau, Waldkirch, Emmendingen, Schallstadt

## Economie
Orașul este poarta de acces la Pădurea Neagră și este una dintre cele mai populare destinații din sud-vestul Germaniei. Orașul se află la Drumul Vinului Baden și "Drumul verde - Route Verte", un drum turistic din munții Vosges, în Alsacia, în Pădurea Neagră. În 2007, mai mult de un milion de sejururi peste noapte în oraș. Cu un raport de 5.000 de sejururi peste noapte pe 1.000 de locuitori, Freiburg face parte din grupul de elită de destinații turistice.
Aproximativ 43% din districtul Freiburg sunt diferite grade de pădure (pădure Moss, a resurselor forestiere și de munte), care acoperă aproximativ o treime este deținut de oraș, care este una dintre cele mai mari proprietari de pădure municipale din Germania. Peste utilă adăugarea de pădure are, de asemenea, importanța ecologică și este o componentă importantă a serviciilor de recreere și petrecere a timpului liber.
Chiar și vinul joacă în Freiburg o parte importantă a economiei. Orașul este mărginit de cele 3 zone viticole: Markgräflerland, Tuniberg și Kaiserstuhl cu soiuri de struguri de diferite tipice. Cu aproximativ 650 de hectare, este cel mai mare viticolă orașul Freiburg și unul dintre cele mai mari sate viticole din Germania - acest lucru se datorează în principal încorporării de mai multe sate viticole din partea de vest a orașului în anii 1970. Chiar și pe zone mici de oraș se cultivă încă vin.

## Personalități marcante
- Hermann Staudinger, profesor de chimie, premiul Nobel
- Paul Pietsch (1911-2012), pilot
- Karl von Wogau (n. 1941), om politic
- Wolfgang Schäuble (n. 1942), om politic
- Christian Klar (n. 1952), membru al RAF
- Annika Murjahn (n. 1978), actriță
- Katharina Wackernagel (n. 1978), actriță

## Orașe înfrățite
- Besançon (Franța), din 1959
- Innsbruck (Austria), din 1963
- Padova (Italia), din 1967
- Guildford (Marea Britanie), din 1974
- Madison (Wisconsin), (Statele Unite ale Americii), din 1987
- Matsuyama (Japonia), din 1988
- Lviv (Ucraina), din 1989
- Granada (Spania), din 1991
- Isfahan (Iran), din 2000